# Outeiro (Viana do Castelo)
Outeiro é uma povoação portuguesa sede da Freguesia de Outeiro do Município de Viana do Castelo, freguesia com 18,83 km² de área e 1060 habitantes (censo de 2021), tendo, por isso, uma densidade populacional de 56,3 hab./km².
Outeiro é a segunda freguesia com maior área do Município de Viana do Castelo. Além da sede é composta pelos lugares Rocha, Paço, Outeirinho, Mezieiro, Além do Rio, Ramalhão, Vilares, Romãe, Costa, Valadares.
O seu Orago é S. Martinho. As maiores festas existentes nesta freguesia são as festas de: Santo António, São José e Senhora do Rosario em que normalmente são festejadas no último fim-de-semana de Abril e são muito conhecida pela saborosa Fêvera de Garrano.
A freguesia de Outeiro agora tem um Campo de futebol de 5 com relvado sintético, estando assim para alugar para quem quiser ir divertir-se com os amigos. Contudo o desporto esta muito a quem das expectativas, pois muitos jovens praticam desporto fora da freguesia pois nela não tem nenhum clube de futebol, atletismo ou outro tipo de modalidade.

## Demografia
A população registada nos censos foi:
| Distribuição da População por Grupos Etários | Distribuição da População por Grupos Etários | Distribuição da População por Grupos Etários | Distribuição da População por Grupos Etários | Distribuição da População por Grupos Etários |
| -------------------------------------------- | -------------------------------------------- | -------------------------------------------- | -------------------------------------------- | -------------------------------------------- |
| Ano                                          | 0-14 Anos                                    | 15-24 Anos                                   | 25-64 Anos                                   | > 65 Anos                                    |
| 2001                                         | 173                                          | 163                                          | 689                                          | 246                                          |
| 2011                                         | 170                                          | 115                                          | 651                                          | 298                                          |
| 2021                                         | 108                                          | 118                                          | 514                                          | 320                                          |